# Сеть продвижения азиатского кино
Сеть продвижения азиатского кино (СПАК, англ. The Network for the Promotion of Asian Cinema (NETPAC) — всемирная организация, включающая 29 стран-участниц. Создана в ходе конференции по азиатскому кино, организованной Cinemaya в Нью-Дели в 1990 году по инициативе и при поддержке ЮНЕСКО.
Со штаб-квартирой в Сингапуре, СПАК является проазиатской кинокультурной организацией, с участием критиков, режиссёров, организаторов и жюри фестиваля, дистрибьюторов а также кино-знатоков. СПАК является ведущим авторитетом в пространстве азиатского кино.
С начала своей деятельности СПАК сформировала азиатские секции международных кинофестивалей, представляющие работы азиатских кинематографистов всему миру. Организуются семинары и конференции, были учреждены премии за лучший азиатский фильм на фестивалях в Сингапуре, Пусане, Чонджу, Керала, Казахстане и Осиане и других в Азии; Берлине, Локарно, Карловых Варах, Роттердаме, Везуле и других в Европе; в Брисбене в Австралии, на Гавайях в США; Анталии в Турции и в Эстонии.
Премия СПАК выдаётся в международных кинофестивалях для продвижения азиатского кино, а также путём освещения в прессе исключительных фильмов и новых талантов. Среди кинематографистов, удостоившихся этой награды, стоят такие выдающиеся деятели как Цзя Чжанкэ и Ван Сяошуай из Китая, Aдур Гопалакришнан, Ритупарно Огош и Буддадеб Дасгупта из Индии, Марзии Махмальбаф и Ракшан бани-Этемад из Ирана, Стэнли Кван и Энн Хёй из Гонконга, Наоми Кавасе и Еити Саи из Японии, Брильянте Мендоса с Филиппин, Ли Чан Дон и Ким Ки Дук из Кореи, Ройстон Тан и БУ Цзюньфэн из Сингапура, Гарин Нугрохо из Индонезии, Абдуллатиф Абдулхамид из Сирии, Прасанна Уитханаге со Шри-Ланки и Аббас Фадел из Ирака, Диана Ашимова из Казахстана.